# Dimitrov
Dimitrov är en ort i Armenien.   Den ligger i provinsen Ararat, i den centrala delen av landet, 19 kilometer söder om huvudstaden Jerevan. Dimitrov ligger 845 meter över havet och antalet invånare är 1 212.
Terrängen runt Dimitrov är platt åt sydväst, men åt nordost är den kuperad. Runt Dimitrov är det ganska tätbefolkat, med 155 invånare per kvadratkilometer.. Närmaste större samhälle är Jerevan, 19,4 kilometer norr om Dimitrov.
Runt Dimitrov är det i huvudsak tätbebyggt.